# Centre de vie Raymond-Kopa
Pour les articles homonymes, voir Raymond Kopa.
Le centre de vie Raymond-Kopa est le centre de formation et d'entraînement des différentes équipes du Stade de Reims, ainsi que de son administration.
Il est situé 53 route de la Neuvillette à Bétheny, en périphérie de la ville de Reims.
Le centre est inauguré en juillet 2014. Il prend son nom en hommage à l'ancienne étoile du football français Raymond Kopa, le 29 juillet 2017,.

## Historique
Ce centre moderne permet au club de disposer d'infrastructures d'entraînement dédiées, à la différence de son ancien site, qui malgré des infrastructures propres restait finalement partagé avec le « centre des Thiolettes », et un centre de formation quasiment inexistant au CREPS local.
Une vision trop vétuste et loin des aspirations que souhaitent les présidents Caillot et Perrin pour le club, et notamment la formation des jeunes.
Une autre zone géographique rémoise était prévue initialement, mais fut abandonné par la suite à la BA 112. C’est finalement l'ancien complexe sportif Louis-Blériot qui est choisi via un bail emphytéotique accordé par la ville de Reims.
Des projets d'extensions sont toujours cours, dont un bâtiment pour la section féminine de 765 m2.

## Infrastructures
Dans un domaine de 25 hectares de fonciers, le club dispose de :
– 3 300 m2 de surface sur  deux niveaux dans le bâtiment dédié aux administratifs et au groupe professionnel avec :
– de vestiaires dédiés aux équipes professionnelles,
– d'une salle de musculation,
– de plusieurs salles de soins équipées de piscines et jacuzzi,
– d'un ensemble complet de bureaux pour le staff technique et médical,
– l'administration est au-dessus avec plusieurs bureaux, munis d'une terrasse couverte avec vue sur les terrains d'entraînement ;
– 850 m2 de surface dans l'espace conçu pour la formation composé de :
– vestiaires,
– d'une vingtaine de chambres,
– plusieurs salles d'études,
– d'un amphithéâtre d'une capacité de 60 places,
– d'espace restauration pour 100 personnes avec cuisine ;
– 15 terrains consacrés dont 2 à la compétition, les sections réserves, jeunes et féminines jouant directement au centre de vie.